# ウソ婚
『ウソ婚』（ウソこん）は、時名きういによる日本のWeb漫画作品。『姉フレンド』（講談社）にて、10号から102号まで連載。また、本作の連載と並行して、悪役令嬢の二木谷レミを主人公としたスピンオフ『ウソ婚 Rose』（ウソこんロゼ）が同誌51号より102号まで連載。完結後、同誌104号と105号に番外編が掲載された。2024年4月時点で累計部数は500万部を突破している。
2019年10月、単行本第3巻の発売を記念して、『バチェラー・ジャパン』の初代バチェラーである久保裕丈とコラボレートを果たす。単行本の初版限定特典で久保の撮りおろし写真を使用したポスターが封入された。
2023年7月より、関西テレビの制作でフジテレビ系列にてテレビドラマが放送された。

## あらすじ
家と職を同時に失ってしまい、途方にくれた千堂八重は、ひょんな事から幼馴染の夏目匠と再会する。一級建築士として成功を収めた匠は、八重を都心のタワーマンションに無償で住まわせる代わりに、彼の嘘の妻を演じてほしいと頼まれる。

## 登場人物
千堂 八重（せんどう やえ）
本作の主人公。都内在住の派遣社員の女性。石川県出身。物語開始時、29歳。派遣契約が切れ、ルームシェアしていた友人の結婚で家賃が払えず、仕事と住む家を同時に失ったところ、幼なじみの匠に「偽物の妻」になることを依頼され、彼の住む高級タワーマンションの最上階でウソの結婚生活を始める。
夏目 匠（なつめ たくみ）
都内在住の一級建築士の男性。石川県出身。29歳。八重の幼なじみで、仕事と住む家を同時に失った彼女に、「偽物の妻」になってほしいと依頼する。モテすぎて仕事に支障をきたすことが表向きの理由だが、本当は初恋相手・八重が忘れられずに依頼している。
二木谷 レミ（にきたに レミ）
匠のクライアント。「二木谷ホールディングス」の社長令嬢で、専務として勤務している。
匠に好意を抱いており、八重に嫌がらせをする。

## 書誌情報
- 時名きうい『ウソ婚』 講談社〈講談社コミックス別冊フレンド〉、全16巻
  1. 2019年4月12日発売[12][講 1]、ISBN 978-4-06-515503-5
  2. 2019年7月12日発売[講 2]、ISBN 978-4-06-516345-0
  3. 2019年10月11日発売[10][講 3]、ISBN 978-4-06-517268-1
  4. 2020年3月13日発売[講 4]、ISBN 978-4-06-518887-3
  5. 2020年7月13日発売[講 5]、ISBN 978-4-06-520154-1
  6. 2020年11月13日発売[講 6]、ISBN 978-4-06-521400-8
  7. 2021年4月13日発売[講 7]、ISBN 978-4-06-522957-6
  8. 2021年8月12日発売[講 8]、ISBN 978-4-06-524391-6
  9. 2021年11月12日発売[講 9]、ISBN 978-4-06-525921-4
  10. 2022年7月13日発売[講 10]、ISBN 978-4-06-528389-9
  11. 2022年11月11日発売[講 11]、ISBN 978-4-06-529688-2
  12. 2023年4月13日発売[講 12]、ISBN 978-4-06-531302-2
  13. 2023年8月10日発売[講 13]、ISBN 978-4-06-532650-3
  14. 2024年2月13日発売[講 14]、ISBN 978-4-06-534604-4
  15. 2024年11月13日発売[講 15]、ISBN 978-4-06-537591-4
  16. 2025年7月11日発売[講 16]、ISBN 978-4-06-540067-8
- 時名きうい『ウソ婚 Rose』 講談社〈講談社コミックス別冊フレンド〉、全4巻
  1. 2021年11月12日発売[6][講 17]、ISBN 978-4-06-525922-1
  2. 2022年6月13日発売[講 18]、ISBN 978-4-06-528388-2
  3. 2023年8月10日発売[講 19]、ISBN 978-4-06-532651-0
  4. 2025年7月11日発売[講 20]、ISBN 978-4-06-540068-5

## テレビドラマ
2023年7月11日から9月26日までカンテレ制作・フジテレビ系列の連続ドラマ枠「火ドラ★イレブン」にて放送された。主演は菊池風磨（Sexy Zone）。
第2話の無料見逃し配信再生数が放送後1週間で210万回を突破し、民放の23時以降に放送される連続ドラマとしては初の記録を樹立した。また、最終話がTVerでのリアルタイム配信同時接続数でもカンテレ歴代1位となった。 さらに無料見逃し配信（カンテレドーガ、TVer）が2200万再生以上（全話累計）を記録し、カンテレが見逃し配信を開始した2017年10月期ドラマ『明日の約束』以降、連ドラ歴代1位の記録を塗り替えた。

### キャスト

#### 主要人物
夏目匠（なつめ たくみ）
演 - 菊池風磨（Sexy Zone）（幼少期：三浦綺羅）
本作の主人公。女性にモテまくるドSの一級建築士。「夏目設計」の社長。
取引先の二木谷の信用を得ることと、言い寄る女性をかわすため妻がいると装ってきた。
しかし嘘をつき通すことが難しくなってきたことから、初恋相手で幼なじみの八重に「半年限定」の婚姻関係を依頼する。
千堂八重（せんどう やえ）
演 - 長濱ねる（幼少期：宮地美然）
本作のヒロイン。お人よしの派遣社員。匠の初恋の相手。
職と交際相手と家を次々に失った際、幼なじみの匠から「半年限定」の婚姻関係を依頼される。
匠の元カノ・紗智が今でも匠に未練があり努力を重ねていたと知り、ウソ妻の身分に罪悪感を感じ、約束通り「半年限定」で身を引くことを決める。

#### 周辺人物
進藤将暉
演 - 渡辺翔太（Snow Man）
フリーのガーデンデザイナー。匠が設計した建物の内装を担うビジネスパートナー。
匠に好意を寄せており、八重との結婚にショックをうける。
二木谷レミ（にきたに レミ）
演 - トリンドル玲奈
匠のクライアント。「二木谷ホールディングス」の社長令嬢であり、専務。オックスフォード大卒の才女。5か国語を話すマルチリンガル。
社長令嬢に対して偏見や先入観を持たず接する匠に好意を寄せており、八重のことを快く思っておらず、本当に結婚したのか疑っている。
吉田健斗（よしだ けんと）
演 - 黒羽麻璃央（幼少期：渡邉斗翔）
匠と八重の幼馴染。匠に八重の恋のライバルと見なされていたが、高校時代に親の仕事の関係でシンガポールに引っ越している。
10年間音信不通だったが、大和ファームテックの海外事業開拓部の社員として一時帰国し、匠や八重と再会する。
高校時代の夏祭りに、誘った花火に匠が来なければ日本に残り八重に交際を申し込もうと考えていたが、匠が現れたため身を引いていた。
八重が自分の幸せそっちのけで誰かに一生をささげることをずっと危惧していたが、その相手が匠でよかったと吐露する。
小峰はるか（こみね はるか）
演 - 織田梨沙
八重の友人で、同じく派遣社員。八重とルームシェアをしていたが、自身が結婚することとなったため、彼女にルームシェアの解消を求める。
西野紗智（にしの さち）
演 - 中村ゆりか（第2話・第7話 - 第10話）
高校時代の匠の彼女。高1の時から匠が好きで、高3の時にダメもとで交際を申し込みOKの返事をもらい、浴衣を着て夏祭りに一緒に出掛ける。
SNSでグランピングで八重と仲睦まじく映る匠の写真を見つけ、本当に結婚したのか匠のマンションに確認に現れる。
高校時代、夏祭りの日が誕生日であったが、匠が八重のいる花火に行ってしまい、それに対し謝罪がなかったことで匠と疎遠となってしまった。
失恋のショックを聞いた八重から何かできることはないかと声をかけられると、今でも匠に未練があることから、匠と別れて欲しいと告げる。
二木谷皓司（にきたに こうじ）
演 - 鶴見辰吾
レミの父。「二木谷ホールディングス」の社長。「男は所帯を持って一人前」が信条で、匠に「奥さんに会わせてくれ」としつこく迫る。

#### 夏目設計
島崎夏美、大友千秋、広川、山野春介
演 - 高山璃子、泉マリン、星野翼、上谷圭吾
夏目設計の社員。

#### ゲスト

##### 第1話
美咲
演 - 野村麻純（第3話）
八重の派遣仲間。熱をだした子供の看病で抜けたシフトを助けてくれた八重にお礼のクッキーを渡す。
飲食店から派遣切りの候補に挙がるが、八重が彼女の身代わりに派遣切りをうける。
しかし、当日欠勤が多く結局派遣切りに遭い、新たについたパーティーの給仕の仕事で八重と再会する。ウソ婚をした彼女が二木谷に飲食店での派遣の仕事は社会勉強のためと取り繕ったため、実は裕福だったと勘違いし、釣り合わないクッキーを渡したと謝る。だがパーティー終了後、二木谷には嘘をついていたと八重から謝罪される。
河合恭平
演 - 一ノ瀬竜
八重の交際相手。急な辞令でオーストラリアに転勤となり、それを機に八重との交際を解消する。
飲食店スタッフ
演 - 茉依（第3話）
八重と美咲の飲食店での同僚。八重が匠とウソ婚後に来店すると、美咲は当日欠勤が多いので派遣契約を切られたと教える。

##### 第4話
家具屋の店員
演 - 忠美旬子
進藤が家に遊びに来ることに備え、八重と1年生活していた生活感を出すために、匠が八重と家具を買いに行った家具屋の店員。
花屋の店員
演 - 浅井映里香
匠のマンションに遊びに行く進藤が花束を買うために立ち寄った花屋の店員。

##### 第5話
新田淳
演 - 橋本淳（第6話）
実業家。匠の元上司。勤務地のドバイから帰国し、匠のドバイでの新婚旅行の写真がフェイクと気付き、レミにそのことを教える。八重に偽装結婚を知っている体裁で話しかけ鎌をかけるが、新婚旅行の写真を間違って削除したので偽造したと彼女に返答されやり過ごされる。

##### 第6話
レミの秘書
演 - 犬塚マサオ

二木谷ホールディングスの社員
演 - 上島信彦、藤田啓介、泉川美穂
レミが社長令嬢というだけで能力がないと陰口を叩く。

### スタッフ
- 原作 - 時名きうい『ウソ婚』（講談社『姉フレンド』連載）[11]
- 脚本 - 蛭田直美[11]
- 音楽 - 岩本裕司[11]、前田恵実[30]
- 主題歌 - Sexy Zone「本音と建前」（Top J Records）[11][31]
- 監督 - 山口健人、木村真人[11]、大﨑翔
- プロデューサー - 岡光寛子（関西テレビ）、島本講太（ジェイ・ストーム）、芳川茜（共同テレビ）[11]
- 制作協力 - 共同テレビ[11]
- 制作 - 関西テレビ、ジェイ・ストーム[11]

### 放送日程
| 各話                                                                        | 放送日  | サブタイトル                        | サブタイトル                          | 監督     | 視聴率 |
| 各話                                                                        | 放送日  | 本放送                              | その他                                | 監督     | 視聴率 |
| --------------------------------------------------------------------------- | ------- | ----------------------------------- | ------------------------------------- | -------- | ------ |
| 第1話                                                                       | 7月11日 | 初恋相手にウソ妻バイトを依頼        | 初恋相手にウソ妻バイトを依頼          | 山口健人 | 2.9%   |
| 第2話                                                                       | 7月18日 | 初恋のライバルは最強の幼なじみ      | 初恋ライバルは最強の幼なじみ          | 山口健人 | 3.0%   |
| 第3話                                                                       | 7月25日 | ウソ妻デビューは波乱の予感!?        | ウソ妻デビューは波乱の予感!?          | 山口健人 | 3.2%   |
| 第4話                                                                       | 8月01日 | 近づく2人の距離…親友の秘密          | 近づく2人の距離…親友の秘めた想い      | 山口健人 | 2.3%   |
| 第5話                                                                       | 8月08日 | 初恋を告白!結婚を疑う親友           | 初恋を告白!結婚を疑う親友             | 木村真人 | 2.7%   |
| 第6話                                                                       | 8月15日 | 核心に迫る刺客…お泊まり旅行         | 核心に迫る刺客…お泊まり旅行           | 木村真人 | 2.9%   |
| 第7話                                                                       | 8月22日 | グランピングで急接近!社長令嬢の奇跡 | グランピングで急接近!社長令嬢の奇跡   | 木村真人 | 3.4%   |
| 第8話                                                                       | 8月29日 | 幼なじみから恋人へ?ライバル帰国     | 幼なじみから恋人?最強ライバル帰国!    | 山口健人 | 3.0%   |
| 第9話                                                                       | 9月05日 | 立ちはだかるライバルの壁…元カノ登場 | 立ちはだかるライバルの壁…元カノ登場   | 大﨑翔   | 2.6%   |
| 第10話                                                                      | 9月12日 | ウソ婚に終止符!?元カノと対峙        | ウソ妻VS元カノ!?ウソ婚に終止符か      | 山口健人 | 2.8%   |
| 第11話                                                                      | 9月19日 | 狂い始めた2人の歯車…20年越しの想い  | 狂い始めた2人の歯車…20年越しの想い    | 木村真人 | 2.6%   |
| 最終話                                                                      | 9月26日 | 叶えたいホントの愛                  | 叶えたいホントの愛…2人が選んだ未来は? | 木村真人 | 2.9%   |
| 平均視聴率 2.9%（視聴率はビデオリサーチ調べ、関東地区・世帯・リアルタイム） |         |                                     |                                       |          |        |

| カンテレ制作・フジテレビ系列 火ドラ★イレブン        | カンテレ制作・フジテレビ系列 火ドラ★イレブン | カンテレ制作・フジテレビ系列 火ドラ★イレブン         |
| 前番組                                              | 番組名                                       | 次番組                                               |
| --------------------------------------------------- | -------------------------------------------- | ---------------------------------------------------- |
| ホスト相続しちゃいました （2023年4月18日 - 7月4日） | ウソ婚 （2023年7月11日 - 9月26日）           | 時をかけるな、恋人たち （2023年10月10日 - 12月19日） |

### 講談社コミックプラス
以下の出典は講談社コミックプラス（講談社）内のページ。書誌情報の発売日の出典としている。
1. ↑  “『ウソ婚（1）』（時名 きうい）”. 講談社コミックプラス.  講談社. 2023年6月4日閲覧。
2. ↑  “『ウソ婚（2）』（時名 きうい）”. 講談社コミックプラス.  講談社. 2023年6月4日閲覧。
3. ↑  “『ウソ婚（3）』（時名 きうい）”. 講談社コミックプラス.  講談社. 2023年6月4日閲覧。
4. ↑  “『ウソ婚（4）』（時名 きうい）”. 講談社コミックプラス.  講談社. 2023年6月4日閲覧。
5. ↑  “『ウソ婚（5）』（時名 きうい）”. 講談社コミックプラス.  講談社. 2023年6月4日閲覧。
6. ↑  “『ウソ婚（6）』（時名 きうい）”. 講談社コミックプラス.  講談社. 2023年6月4日閲覧。
7. ↑  “『ウソ婚（7）』（時名 きうい）”. 講談社コミックプラス.  講談社. 2023年6月4日閲覧。
8. ↑  “『ウソ婚（8）』（時名 きうい）”. 講談社コミックプラス.  講談社. 2023年6月4日閲覧。
9. ↑  “『ウソ婚（9）』（時名 きうい）”. 講談社コミックプラス.  講談社. 2023年6月4日閲覧。
10. ↑  “『ウソ婚（10）』（時名 きうい）”. 講談社コミックプラス.  講談社. 2023年6月4日閲覧。
11. ↑  “『ウソ婚（11）』（時名 きうい）”. 講談社コミックプラス.  講談社. 2023年6月4日閲覧。
12. ↑  “『ウソ婚（12）』（時名 きうい）”. 講談社コミックプラス.  講談社. 2023年6月4日閲覧。
13. ↑  “『ウソ婚（13）』（時名 きうい）”. 講談社コミックプラス.  講談社. 2023年8月11日閲覧。
14. ↑  “『ウソ婚（14）』（時名 きうい）”. 講談社コミックプラス.  講談社. 2024年2月13日閲覧。
15. ↑  “『ウソ婚（15）』（時名 きうい）”. 講談社コミックプラス.  講談社. 2024年11月13日閲覧。
16. ↑  “『ウソ婚（16）』（時名 きうい）”.  講談社. 2025年7月11日閲覧。
17. ↑  “『ウソ婚 Rose（1）』（時名 きうい）”. 講談社コミックプラス.  講談社. 2023年6月4日閲覧。
18. ↑  “『ウソ婚 Rose（2）』（時名 きうい）”. 講談社コミックプラス.  講談社. 2023年6月4日閲覧。
19. ↑  “『ウソ婚 Rose（3）』（時名 きうい）”. 講談社コミックプラス.  講談社. 2023年8月11日閲覧。
20. ↑  “『ウソ婚 Rose（4）』（時名 きうい）”.  講談社. 2025年7月11日閲覧。